# 롯데푸드
롯데푸드는 대한민국의 식품 회사로 대한민국 4위권 빙과류와 대한민국 1위권 식용 유지 제조 업체였으며, 1958년에 설립되었던 삼강을 1977년에 롯데그룹이 인수하면서 롯데삼강이 되었다. 빙과류와 식용 유지의 식품을 제조 판매하기 시작했으며 1972년 출시된 아맛나, 1983년 출시된 빵빠레와 돼지바, 1985년 구구 등은 현재까지 장수하는 주요 빙과다. 채미소라는 이름으로 농산물 브랜드, 본미라는 이름으로 즉석식품 브랜드, 리치빌이라는 이름으로 커피브랜드, 2009년 통합식품 브랜드인 쉐푸드(Chefood) 등을 출시하였다. 2013년 4월부터 식음료 관련 계열사들과 인수 합병을 마무리짓고 롯데삼강에서 롯데푸드로 사명을 변경했으며 2022년 3월 23일 롯데제과와 합병이 결의되었으며, 5월 27일에 주주총회 승인, 최종적으로 7월 1일에 롯데푸드가 소멸하고 롯데제과에 흡수되었다.

## 사건
- 가격 인상

2007년 3월 18일 대한민국 공정거래위원회는 롯데푸드가 해태제과식품, 빙그레, 롯데제과 등과 함께 자사에서 생산 판매 중인 콘류 아이스크림의 가격을 담합하여 인상한 것에 대하여 7억 5천 900만원의 과징금을 부과하고 검찰청에 고발하였다. 과징금의 부과와 고발 사유는 4개의 업체가 2005년 5월부터 7월까지와 2006년 3월부터 5월까지 등 2차례에 걸치어서 월드콘, 부라보콘, 메타콘, 구구콘 등 콘 형태의 아이스크림 제품의 가격을 담합하여 인상한 점이다.
- 패러디

롯데푸드는 공식 인스타그램에 여성이 책을 읽고 있는 사진을 게재하였는데, "돼지바 덕후들 필독서 83년생 돼지바", #사람들이_나보고_관종이래 #83년생_돼지바 라고 글을 개제하였다. 여성은 "83년생 돼지바"라는 책을 읽고 있다. 이 책은 조남주 작가 <82년생 김지영>을 조롱하였다. 이로 인하여서 "노이지 마케팅인가요" "이슈된 책이라고 가져다 쓴거고 삭제하면 그만일까요" "도서를 "관종"이라는 단어로 희화화 시켜서 소비하는 의도는 무엇인가요?" 라고 비판하는 소비자들이 늘어났으며, 롯데푸드는 "게시물에 보내준 염려와 비판에 반성하고 있습니다. 패러디에 집중한 나머지, 사회적인 맥락을 고려하지 못하였다"라는 사과문을 게재하였고, 인스타그램에서 게시물을 삭제하였다. 

## 연혁
- 1958년 1월: 일동산업으로 설립
- 1959년 5월: 상호명을 일동산업에서 제일유지화학으로 변경
- 1959년 12월: 상호명을 제일유지화학에서 삼강유지화학으로 변경
- 1962년 2월: 서울특별시 중구 오장동에서 서울특별시 영등포구 문래동6가 21으로 회사 이전
- 1963년 8월: 상호명을 삼강유지화학에서 삼정산업으로 변경
- 1967년 2월: 상호명을 삼정산업에서 삼강산업으로 변경
- 1976년 2월: 대한이화공업사(대한마아가린)를 흡수 합병함
- 1977년 12월: 롯데그룹에서 인수함
- 1978년 2월: 상호명을 삼강산업에서 롯데삼강으로 변경
- 1981년 5월: 일본 후지사와 기술계약(특수유지)
- 1985년 8월: 미국 FANTASY 사와 기술계약
- 1987년 5월: 주식병합(1주의 금액이 500원에서 5000원으로 바뀜)
- 1995년 4월: 외식사업 개시(도시락, 김밥)
- 1996년 3월: 천안공장 준공(공장이전: 의정부공장 ⇒ 충청남도 천안시 차암동 54-3)
- 1999년 12월: ISO9001/14001 통합인증 획득(한국품질인증센터)
- 1999년 12월: 노사협력우량기업 선정(노동부)
- 2000년 11월: 2000년 4/4분기 신 노사문화우수기업 지정(노동부)
- 2001년 2월: 보람의 일터 대기업부문 대상수상(한국경영자총협회)
- 2001년 4월: 동탑산업훈장 수상(정부)
- 2001년 6월: 제24회 가치경영 최우수기업상 수상(한국 능률협회)
- 2002년 12월: 신 노사문화 대기업부문 대상 수상
- 2003년 3월: 천안공장 기공식(빙과, 유지부문 이전)
- 2003년 12월: 능률협회 선정 Brand Power 1위 선정: 돼지바
- 2005년 2월: 웰가출자
- 2005년 7월: 천안공장증설(빙과, 유지부문 이전)
- 2006년 2월: (주)대하 흡수합병
- 2007년 7월: 평택공장 증설
- 2009년 10월: 롯데쇼핑 (주)식품사업본부 인수
- 2011년 11월: 파스퇴르유업 주식회사 흡수합병
- 2012년 1월: 주식회사 웰가 흡수합병
- 2012년 11월: 롯데후레쉬델리카 주식회사 합병
- 2013년 1월: 주식회사 롯데햄 합병
- 2013년 3월: 상호명을 롯데삼강에서 롯데푸드로 변경
- 2014년 1월: 롯데푸드와 스위스 네슬레 S.A사 합작법인 취득
- 2014년 5월: 스위스 네슬레 사 합작법인으로 롯데네슬레코리아 설립
- 2017년 10월: 롯데제과 투자부문과 롯데쇼핑 투자부문의 일부를 롯데지주 주식회사로 분할 합병
- 2022년 7월: 롯데제과(주)에 흡수 합병

## 제품
- 빙과류
  - 빠삐코 - 만화가 박수동의 그림으로 잘 알려져 있다. 2013년에 빠삐코를 바 형태로 된 빠삐코바를 출시하였다.
  - 국화빵과 아이스크림 - 모나카형 아이스크림이며, 국화빵 모양의 과자 속에 아이스크림, 찰떡, 팥 등이 들어있으며, 앙꼬르 국화빵과 찰떡 국화빵이 출시되었다.
  - 돼지바 - 초코, 우유, 딸기 등으로 만들었으며, 돼지모양 캐릭터로도 잘 알려져있다. 2014년에는 세리에A에서 왈테르 사무엘이 골을 넣는 장면에 몬드그린을 이용해서 찍은 CF가 인기를 끌고 있다.
  - 구구(googoo) 시리즈 - 초콜릿 아이스크림에 마시멜로, 땅콩, 캐러멜 등을 맛있게 조합시킨 것이 특징이며, 구구, 구구콘, 구구 크러스터 등이 있다.
  - 빵빠레 - 1984년 처음 생산되었으며, 슈퍼 빵빠레로도 출시되었다.
  - 옛날 아맛나 - 처음에는 아맛나로 생산되었으나 현재는 옛날을 붙여 생산한다.
  - 보석바 - 소다맛 하드바 속에 보석형태의 색깔있는 얼음이 송송 박혀있다.
  - 초코퍼지 - 초코로만 만들었다.
- 이 외 생산품
  - 마가린, 쇼트닝, 식용유, 마요네즈, 케찹 등 여러가지를 생산하여 자사의 베테라 브랜드는 2016년에 론칭하였다. 특히 제과업체만 마기린과 쇼트닝만 공급한다.
  - 웰가, 셰푸드 - 음식을 간편하게 먹는 식품이다. 특히 셰푸드 브랜드는 2009년에 론칭하였다.
  - 리치빌의 원두커피를 생산하고 있다.
  - 파스퇴르유업을 인수하여 파스퇴르우유도 만들고 있다.
  - 햄은 의성마늘햄, 키스틱, 로스팜, 롯데비엔나, 런천미트, 에센뽀득 등도 생산한다.
  - 고기산적, 북촌명가 손만두, 북촌명가 군만두, 북촌명가 고기만두 등도 생산한다.
  - 롯데마트자체브랜드식품과 세븐일레븐 간편식품도 생산한다.
  - 커피부문은 롯데네슬레에서 네스카페, 커피메이트, 분말음료, 네슬레프로페셔널, 수출용커피 등도 생산한다. 또한 반려동물용 사료는 롯데네슬레 퓨리나에서 생산과 판매를 한다.

## 사업장
- 본사: 서울특별시 영등포구 양평로19길 19(양평동4가)
- 공장: 천안, 평택, 안산, 포승, 파스퇴르(횡성), 양산, 용인, 부산, 광주, 청주, 김천

## 공장
| 공장명     | 도로명 주소                                                     | 주요 생산품                                                                | 비고 |
| ---------- | --------------------------------------------------------------- | -------------------------------------------------------------------------- | ---- |
| 천안       | 충청남도 천안시 서북구 2공단4로 19(차암동)                      | 빙과, 식용 유지, 식품                                                      |      |
| 평택       | 경기도 평택시 세교산단로101번길 47(세교동)                      | 샌드위치, 햄버거, 면류, 가공야채                                           |      |
| 안산       | 경기도 안산시 단원구 성곡로 32(성곡동)                          | 식품첨가물, 향료, 초코, 농산가공품                                         |      |
| 포승       | 경기도 평택시 포승읍 포승공단로118번길 25                       | 원두커피                                                                   |      |
| 파스퇴르   | 강원도 횡성군 안흥면 봉화로 790                                 | 우유, 분유, 발효유                                                         |      |
| 양산       | 경상남도 양산시 충렬로 157(유산동)                              | 식용 유지 등 제과, 제빵용 식자재                                           |      |
| 용인       | 경기도 용인시 기흥구 중부대로874번길 2-1(상하동)                | 도시락, 삼각김밥, 김밥                                                     |      |
| 부산       | 경상남도 양산시 어곡공단4길 31(어곡동)                          | 샌드위치, 도시락, 삼각김밥, 김밥, 햄버거                                   |      |
| 광주       | 광주광역시 북구 하서로 270(양산동)                              | 샌드위치, 도시락, 삼각김밥, 김밥, 햄버거                                   |      |
| 청주       | 충청북도 청주시 흥덕구 대신로164번길 69(송정동)                 | 냉장햄, 냉동식품                                                           |      |
| 롯데네슬레 | 충청북도 청주시 흥덕구 백봉로72번길 21(송정동) 롯데네슬레코리아 | 커피믹스,커피크리머,분말음료,네슬레프로페셔널,커피원료,수입제품,수출용커피 |      |
| 김천       | 경상북도 김천시 공단3길 94(응명동)                              | 캔햄, 냉동식품, 냉장햄, 식육                                               |      |

## 같이 보기
- 롯데그룹
- 롯데웰푸드